# Monica Collingwood
Monica K. Collingwood (* 5. Januar 1908 in Jackson, Missouri; † 31. Oktober 1989 in Los Angeles) war eine US-amerikanische Filmeditorin, die für den Oscar für den besten Schnitt nominiert war.

## Leben
Monica Collingwoods Vater, der aus England in die USA eingewandert war, arbeitete als Wachmann in einem Filmstudio, während ihre Mutter aus Luxemburg stammte.
1947 begann sie ihre Tätigkeit als Editorin in der Filmwirtschaft Hollywoods und wurde gleich für ihre zweite Filmschnitt-Arbeit, den Liebesfilm Jede Frau braucht einen Engel (The Bishop’s Wife) bei der Oscarverleihung 1948 für den Oscar für den besten Schnitt nominiert.
Danach war sie als Editorin überwiegend bei Fernsehproduktionen tätig, insbesondere zwischen 1959 und 1973 bei 113 Folgen der Fernsehserie Lassie.

## Filmografie (Auswahl)
- 1947: Das Doppelleben des Herrn Mitty (The Secret Life of Walter Mitty)
- 1947: Jede Frau braucht einen Engel (The Bishop’s Wife)
- 1957–1959: Fury (Fernsehserie)
- 1959–1973: Lassie (Fernsehserie, 113 Folgen)
- 1963: Lassies größtes Abenteuer (Lassie’s Great Adventure)